# 始まりの唄
『始まりの唄』（はじまりのうた）は、GReeeeNの27枚目のシングル。2016年3月30日にZEN MUSICから発売された。

## 収録曲
全曲、作詞・作曲：GReeeeN　編曲：JIN
1. 始まりの唄 [5:06]
エイブル2016年春CMソング[1]
2. メシ I GOT IT↑↑ [3:06]
ホクレン『北海道米LOVE』CMソング。CMは2014年に放映されたものであり、約1年半越しでのCD化となった[2][3]。

## 収録アルバム
- 縁（#1,2）
- ALL SINGLeeeeS 〜& New Beginning〜（#1）

## ジャケット
本作のジャケットには、whiteeeenのhimaが登場している。